# Turmhügel Fisching
Der Turmhügel Fisching ist eine abgegangene mittelalterliche Niederungsburg vom Typus einer Turmhügelburg (Motte) in flachem Gelände bei Fisching, einem Ortsteil der Gemeinde Taching am See im Landkreis Traunstein in Bayern. Die Anlage wird als Bodendenkmal unter der Aktennummer D-1-8042-0043 im Bayernatlas als „Turmhügel des hohen oder späten Mittelalters“ geführt. 
Von der ehemaligen Mottenanlage in flachem Gelände ist noch der kegelstumpfförmige Turmhügel mit Grabenresten erhalten. 